# Green Grass of Wyoming
Green Grass of Wyoming (bra: Os Prados Verdes) é um filme estadunidense de 1948, do gênero faroeste e drama, dirigido por Louis King, com roteiro de Martin Berkeley baseado no terceiro livro da popular trilogia My Friend Flicka, escrita por Mary O'Hara.

## Enredo
Beaver Greenway, um velho dono de cavalos com problema com a bebida, está chateado porque uma de suas éguas fugiu, atraída por Thunderhead, o garanhão selvagem que anteriormente pertencia a Rob McLaughlin e Nell. Ele vai ao Rancho Goose Bar para reclamar, mas os McLaughlins já não tem nenhum controle sobre o cavalo.
Ken McLaughlin volta para casa depois de uma viagem com Crown Jewel, uma égua trotador, mas Rob fica cético sobre a compra. Após recuperar a égua Jewel, que fugiu com Thunderhead nas colinas do Wyoming, Ken e a neta de Greenway, Carey, curam a égua devido a seus pulmões congestionados, mas Beaver Greenway.
Thunderhead retorna e eleva os espíritos da égua. Crown Jewel é levado para Ohio para concorrer nas apostas da Copa do Governador, onde um recém-sóbrio Beaver entrou com o seu próprio cavalo, Sundown. Os rivais empatam as duas primeiras corridas. Carey fica preocupada com seu avó, após uma recaída na bebida e ele pode perder a terceira e decisiva corrida. Sundown vence, mas todos os McLaughlin ficam orgulhosos com o esforço da Crown Jewel, especialmente quando descobrem que ela está prenha.

## Elenco
- Peggy Cummins como Carey Greenway
- Charles Coburn como Beaver Greenway
- Robert Arthur como Ken McLaughlin
- Lloyd Nolan como Rob McLaughlin
- Burl Ives como Gus
- Geraldine Wall como Nell McLaughlin
- Robert Adler como Joe
- Will Wright como Jake
- Herbert Heywood como Comerciante Johnson
- Richard Garrick como Veterano
- Charles Tannen como Veterinário
- Charles Hart como Veterano